# よろずや

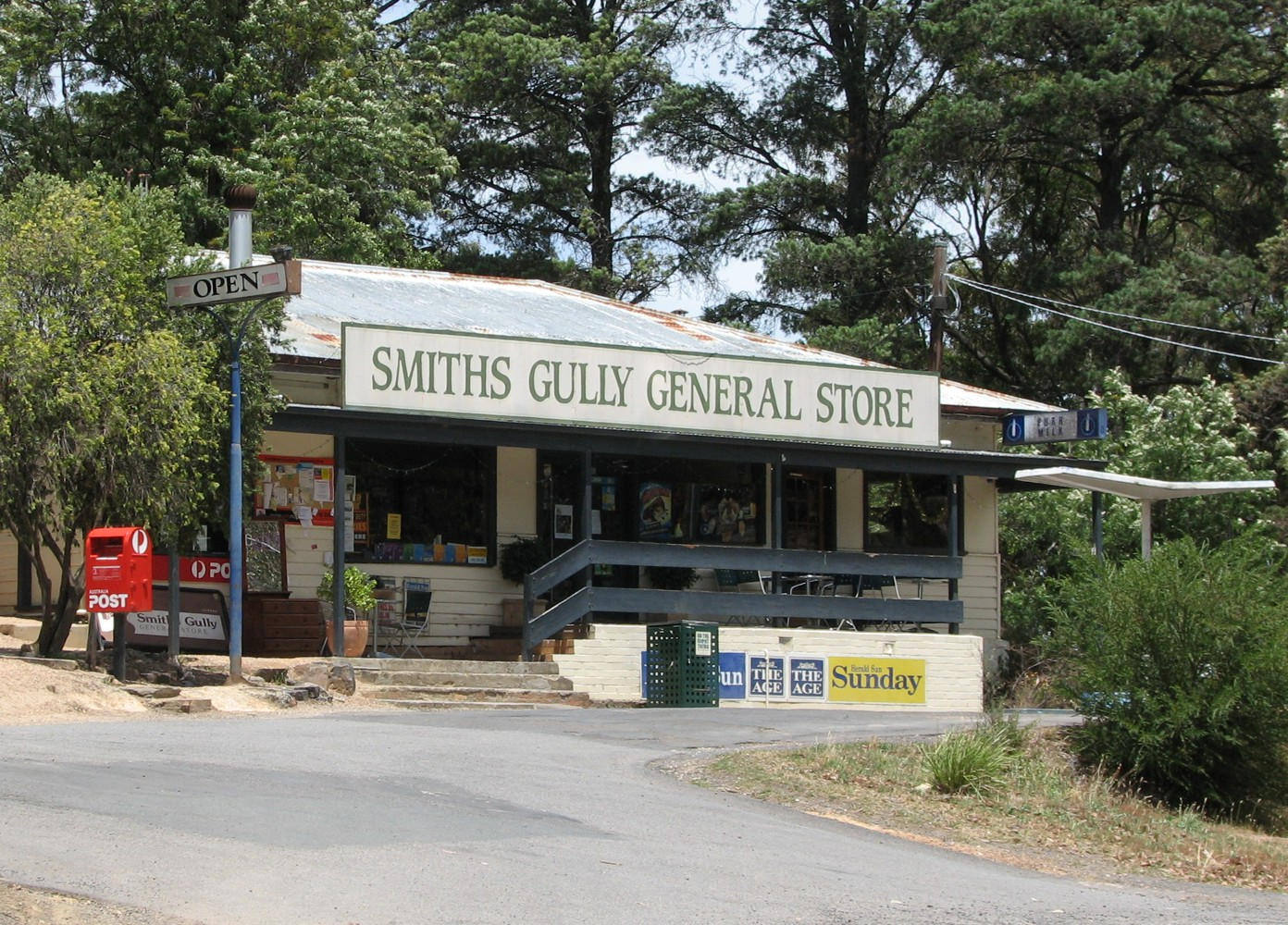
ゼネラル・ストア
オーストラリアのスミスス・ガリー

よろずや（万屋）、または英語でゼネラル・ストア（英語: General Store）とは、多様な商品を扱っている商店の総称。「なんでも屋」とも言う。

## 概要
「よろず」とは万と書き、「あらゆるもの」という意味を持つ。規模はごく小さく、駅前や街角にあって様々な食料品や日用雑貨が売られている形態の店である。沖縄ではマチヤーと呼ばれる。今日のコンビニエンスストアの前身とも言える。
「よろずや」と呼ばれる店は、主に田舎（地方）に多い。人口の少ない地域では、需要がないため専門店（食料品、日用雑貨）が成立しづらい状況にある。そのためよろずやが重宝されたのである。ごく小さなスーパーマーケットのような作りの場合もあるが、酒屋や駄菓子屋が他の商品も扱う場合などもあった。田舎の場合、生鮮食料品から文房具まで、という文字通りの「何でも屋」があることもあるが、小都市では日用雑貨のみ取扱う幅の狭い万屋の例が多かった。
地方都市の近郊では、よろずやはコンビニエンスストアなどにとって代わられつつある。また、よろずや自身がコンビニエンスストアに衣替えすることも多い。僻地においては営業を続けているものもあるが、過疎のために店が成立しなくなった例もある。

## 比喩表現
何でも一通りは知っている人のことを指す場合もある。また、何事も広く浅くこなす人、即ちゼネラリストを指す場合もある。